# Аль (квартал)

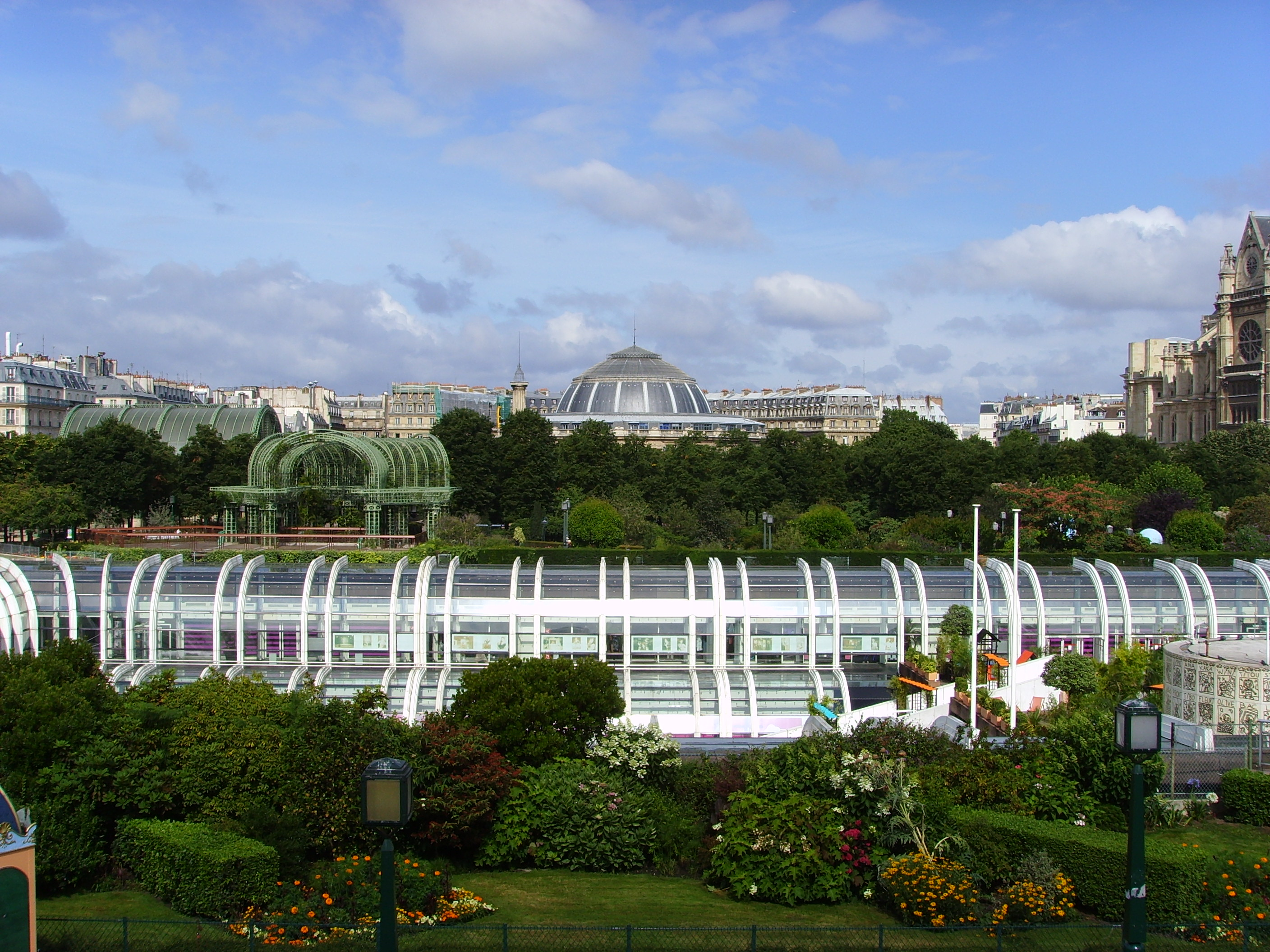
Комерційний центр «Фором-де-Аль»

48°51′45″ пн. ш. 2°20′41″ сх. д. / 48.8625° пн. ш. 2.34474° сх. д.
Аль (фр. Quartier des Halles) — квартал 1-го округу Парижа в центрі французької столиці на правому березі Сени. Назва походить від Центрального продовольчого ринку, що розташовувався тут до початку 1970-х років, на місці якого сьогодні закладено парк з алеями та дитячими майданчиками, а також споруджено підземний комерційний центр «Фором-де-Аль» (Le Forum des Halles) із чотирьох рівнів, басейн з оранжереєю тропічних рослин, кінотеатри, дитяча бібліотека, музична школа-консерваторія. Ще нижче під землею розташована залізнична станція RER «Шатле — Ле-Аль»  — найбільший підземний вокзал у світі, який уможливлює швидко дістатися до центру міста з будь-якої точки паризького регіону, з пасажиропотоком 800 000 чоловік на день. Площа кварталу Ле-Аль — 10 га, це перший пішохідний квартал Європи.

## Історія
Колишня болотиста місцевість, де закладали городи й засівали поля, розташована неподалік кладовища Невинних (des Innocents). У 1137 році, у період створення нового передмістя Парижа Бо-Бур (Beau Bourg — Гарне місто), король Людовик V розпорядився про перенесення сюди ринку Шампо (Champeaux), який продовжував розростатися протягом століть.
У 1854 році архітектор Бальтар (Baltard) спорудив нові будівлі критого ринку з металу і скла (les halles). До 1960-х рр. життя у кварталі кипіло, не припиняючись ні вдень, ні вночі.
З легкої руки Еміля Золя ринок прозвали «черевом Парижа» (див. його однойменний роман). У 1960-і рр. виникла нагальна необхідність вивести Центральний ринок за межі міста, у першу чергу, з гігієнічних та транспортних причин, переїзд ринку відбувся в 1972 році: будівлі критого ринку було розібрано. Два корпуси було перенесено в міста Ножан-сюр-Марн та японську Йокогаму.
Ідея закласти парк на місці Центрального ринку не подобалася президентові Жоржу Помпіду, який побоювався, що тисячі хіпі облаштуються в центральному парку, але на цьому наполіг тодішній мер столиці Жак Ширак, який і довів проєкт до кінця. При цьому Ширак відмовився від послуг іспанця Рікардо Бофілла, який виграв конкурс на проєктування нового кварталу.